# Winter-Universiade 2017/Nordische Kombination
Bei der Winter-Universiade 2017 wurden drei Wettkämpfe in der Nordischen Kombination ausgetragen.

## Bilanz

### Medaillenspiegel
| Platz  | Land        | Gold | Silber | Bronze | Gesamt |
| ------ | ----------- | ---- | ------ | ------ | ------ |
| 1      | Polen       | 2    | 1      | 1      | 4      |
| 2      | Russland    | 1    | 1      | –      | 2      |
| 3      | Deutschland | –    | 1      | –      | 1      |
| 4      | Japan       | –    | –      | 2      | 2      |
| Gesamt | Gesamt      | 3    | 3      | 3      | 9      |

### Medaillengewinner

#### Männer
| Disziplin                         | Gold                                              | Silber                                                      | Bronze                                      |
| --------------------------------- | ------------------------------------------------- | ----------------------------------------------------------- | ------------------------------------------- |
| Normalschanze / 10 km             | Wjatscheslaw Barkow                               | Adam Cieślar                                                | Paweł Słowiok                               |
| 10 km Massenstart / Normalschanze | Adam Cieślar                                      | Tobias Simon                                                | Gō Sonehara                                 |
| Team Normalschanze / 3 × 5 km     | PolenWojciech Marusarz Adam Cieślar Paweł Słowiok | RusslandTimofei Borissow Samir Mastijew Wjatscheslaw Barkow | JapanShota Horigome Gō Yamamoto Gō Sonehara |